# Miguel Ángel Sánchez
Miguel Ángel Sánchez Rodríguez (* 7. Januar 1943 in San José (Costa Rica)) ist ein ehemaliger Radrennfahrer aus Costa Rica.

## Sportliche Laufbahn
Sánchez war im Straßenradsport aktiv. Er war Teilnehmer der Olympischen Sommerspiele 1968 in Mexiko-Stadt. Das olympische Straßenrennen beendete er auf dem 63. Platz und war der einzige Fahrer seines Landes, der das Rennen beendete. Im Mannschaftszeitfahren kam Costa Rica mit Adrián Solano, José Sánchez, José Manuel Soto und Miguel Ángel Sánchez auf den 27. Rang.